# Sib Hashian
John „Sib” Hashian, właśc. John Thomas Hashian (ur. 17 sierpnia 1949 w Bostonie, zm. 22 marca 2017 w Nassau, Bahamy) – amerykański perkusista rockowy, członek zespołu Boston.

## Życiorys
Hashian zastąpił w grupie Boston jej pierwszego perkusistę Jima Masdea, co było wynikiem nacisków wytwórni Epic Records. Z grupą Boston nagrał jej debiutancki album Boston oraz kolejny Don’t Look Back. Był również zaangażowany we wczesne prace nad albumem Third Stage. Po odejściu z grupy Boston brał m.in. udział w pracach nad debiutancką płytą jednego z członków tej grupy, Barry'ego Goudreau, a na płycie został nagrany m.in. utwór Dreams.
Hashian zmarł 22 marca 2017 w wieku 67 lat podczas rejsu na pokładzie statku wycieczkowego.